# Chorthippus parnon
Chorthippus parnon is een rechtvleugelig insect uit de familie veldsprinkhanen (Acrididae). De wetenschappelijke naam van deze soort is voor het eerst geldig gepubliceerd in 2009 door Willemse, Helversen & Odé.
1. ↑  (en) Chorthippus parnon op de IUCN Red List of Threatened Species.